# Маргарет Бърбидж
Елънор Маргарет Бърбидж (12 август 1919 г. – 5 април 2020 г.), по баща Пийчи, е британско-американска наблюдателна астрономка и астрофизичка.
Има основен принос в теорията за звездния нуклеосинтез, със статията, останала в астрофизичната литература под името B²FH, на която тя е първи автор. През 60-те и 70-те години на 20. век, научната ѝ работа е съсредоточена върху ротационните криви на галактиките и изучаването на квазарите, в който период тя открива най-отдалечения космически обект, познат тогава. През 80-те и 90-те години тя участва в разработването и използването на спектрографа FOS на космическия телескоп Хъбъл. Бърбидж се посвещава и на борба срещу дискриминацията срещу жените в астрономията.
Бърбидж е заемала няколко ръководни и административни длъжности, включително директор на Кралската обсерватория Гринуич (1973 – 75 гг.), президент на Американското астрономическо общество (1976 – 78 гг.) и председател на Американската асоциация за напредък на науката (1983 г.). Бърбидж е работила в Обсерваторията на Лондонския университет, Обсерваторията Йеркс на Чикагския университет, Кавендишката лаборатория на Университета в Кеймбридж, Калифорнийския технологичен институт и Калифорнийския университет в Сан Диего (UCSD). От 1979 до 1988 г. тя е първият директор на Центъра за астрономия и космически науки към UCSD, където работи от 1962 г. до пенсионирането си.

## Научна кариера
Бърбидж учи в Университетски колеж Лондон (UCL), където получава бакалавърска степен през 1939 г. и защитава докторат през 1943 г.
По време на Втората световна война работи като пазач в Обсерваторията на Лондонския университет (ULO); Нареденото от властите затъмнение на всички изкуствени светлини в града по време на германските бомбардировки спомага астрономическите ѝ наблюдения. През август 1944 г., наблюденията ѝ са прекъсвани няколко пъти от експлозии на бомби V-1 в близост до обсерваторията. Кандидатства за пост-док в обсерваториите на Карнеги през 1945 г., но тъй като работата ѝ изисква наблюдения в обсерваторията Маунт Уилсън, в която по това време могат да работят само мъже, кандидатурата ѝ е отхвърлена. Скоро след войната тя започва да преподава астрономия в Обсевраторията на Лондонския университет и неговите подразделения, включително на Артър К. Кларк, който тогава е студент в Кингс Колидж Лондон.
През 1951 г. Бърбидж е назначена в обсерватория Йеркс на Чикагския университет, Уисконсин, което е първото ѝ назначение в Съединените щати. Работата ѝ в този период е постевена главно на изобилието на химически елементи в звездите. През 1953 г. тя се завръща във Великобритания, където тя и съпругът ѝ Джефри са поканени да работят с Уилям Алфред Фоулър и Фред Хойл от Кеймбриджкия университет. Четиримата учени използват данните, добити от Маргарет и Джефри, Хойл прави хипотезата, че всички химически елементи могат да бъдат произведени в звездните ядра чрез серия от термоядрени реакции, а Фаулър прави лабораторни експерименти. Сътрудничеството на четиримата ражда теорията на звездния нуклеосинтез. Те публикуват модела за звездния нуклеосинтез в серия от статии, чиято кулминация е през 1957 г., в техния magnum opus, останал в астрофизичната литература като „статията B²FH“, инициали на Бърбидж, Бърбидж, Фаулър и Хойл. Маргарет Бърбидж е първа авторка на статията, която тя пише докато е бременна. През 1983 г., Фаулър е удостоен с Нобелова награда за физика (споделена с Субраманян Чандрасекар) за работата си по нуклеосинтеза и публично изразява учудването си, че Бърбидж не е включена.
Когато Фаулър се завръща в САЩ, двамата Бърбидж идват с него в Калифорния, и по негово предложение Маргарет (наблюдателната астрономка) кандидатства отново за стипендията в обсерваторията Маунт Уилсън, а Джеф (теоретикът) кандидатства за стипендията Келог в Калтек. Кандидатурата на Маргарет отново е отказана на основание пол, така че двойката си разменя молбите. Джеф е назначен на работа в Маунт Уилсън, а Маргарет в Калтек през 1955 г. При всички свои наблюдения на Маунт Уилсън, Маргарет придружава съпруга си, привидно като негов помощник. В действителност, Джеф върши теоретичната си работа в тъмната фотографска стая, докато Маргарет прави астрономически наблюдения на телескопа. В крайна сметка, ръководството на обсерваторията разбира и се съгласява Маргарет да прави наблюдения, но само ако тя и съпругът ѝ нощуват в отделна къща със самостоятелно хранене на територията на обсерваторията, а не в общежитието, което е било предназначено само за мъже.
През 1962, Маргарет е назначена на работа в Калифорнийския университет в Сан Диего (UCSD). През 60-те и 70-те години тя работи върху масите, съставите и ротационните криви на галактиките и прави едни от първите спектроскопични изследвания на квазари. Откритията ѝ в тази област включват QSO B1442 + 101, с червено отместване 3,5, което го прави най-отдалеченият известен обект по онова време, рекорд, който тя държи от 1974 г. до 1982 г.
През 1972 г. Бърбидж става директор на Кралската обсерватория Гринуич. В продължение на 300 години този пост винаги се е заемал от Кралския астроном, но когато Бърбидж е назначена за директор на Гринуичката обсерватория, длъжностите са разделени, като радиоастрономът Мартин Райл назначен за кралски астроном. Бърбидж отдава това на сексизма, както и на политика намаляване на влиянието директора на Гринуичката обсерватория. Бърбидж напуска Гринуичката обсерватория през 1974 г., петнадесет месеца след назначеието си, поради спора за преместването на телескопа Исак Нютон от замъка Херстмонсо в обсерваторията на Канарските острови.
Бърбидж се бори срещу дискриминацията на жените в астрономията. Несъгласна с положителната дискриминация, през 1972 г. тя не приема наградата Ани Джъмп Кенън на Американското астрономическо дружество (AAS), тъй като се присъжда само на жени: „Крайно време е дискриминацията, както в полза на, както и срещу жените в професионалния живот, да бъде премахната“, Писмото ѝ, с което тя отказва наградата, кара AAS да образува първата си комисия за положението на жените в астрономията. През 1976 г. тя става първата жена президент на ААС по време на която тя убеждава членовете да забранят срещите на ААС в щати, които не са ратифицирали поправката за равни права на Конституцията на САЩ. През 1984 г. AAS ѝ присъжда най-високата си награда, катедрата Хенри Норис Ръсел.
От 1979 до 1988 г. тя е първата директорка на Центъра за астрофизика и космически науки на UCSD. През 1981 г. е избрана за председател на Американската асоциация за напредък на науката (AAAS), и изпълнява едногодишния си мандат през 1983 г.
В UCSD тя участва в разработването на спектрограф за слаби обекти за космическия телескоп Хъбъл, който е изстрелян през 1990 г. С този инструмент тя и нейният екип откриват, че галактиката M82 съдържа свръхмасивна черна дупка в ядрото си. След пенсионирането си е избрана за почетен професор в UCSD и продължава активна научна работа до началото на 21 век. Бърбидж е автор на над 370 научни труда.

## Личен живот
Елинор Маргарет Пийчи е родена в Девънпорт, Манчестър, Великобритания, точно девет месеца след примирието от 11 ноември 1918 г., което слага край на Първата световна война. Тя е дъщеря на Марджъри Стот Пийчи и Стенли Джон Пийчи. Тя за първи път проявява интерес към астрономията на 3 – 4 годишна възраст, след като вижда звездното небе на фериботно пътуване през Ламанша. На 12-годишна възраст тя чете от учебници по астрономия на Джеймс Джинс, далечен роднина на майка ѝ.
На 2 април 1948 г. Маргарет Пийчи се омъжва за Джефри Бърбидж. Двойката се срещна 6 месеца по-рано в Лондонския университетски колеж. Джефри първо е теоретичен физик, но Маргарет го убеждава да премине към теоретична астрофизика. Двамата си сътрудничат в голяма част от последващите си научни трудове. Двойката има дъщеря Сара, която се ражда в края на 1956 г. През 1977 г. Маргарет става гражданка на Съединените щати. Джефри Бърбидж умира през 2010 г. Маргарет Бърбидж умира на 5 април 2020 г. в Сан Франциско на 100-годишна възраст, след като претърпява падане.

## Почести
Награди
- Награда на Хелън Б. Уорнър за астрономия, споделена със съпруга ѝ (1959 г.)[7]
- Член на Кралското общество, 1964 г.[6]
- Сътрудник на Американската академия на изкуствата и науките (1969 г.)[16]
- Президент, Американско астрономическо дружество (1976 – 1978)
- Катедра „Карл Г. Янски“, Национална обсерватория за радиоастрономия (1977 г.)
- Член на Националната академия на науките (1978 г.)[17]
- Медал „Катрин Улф Брус“ от Астрономическото общество на Тихия океан (1982)
- Национален медал за наука (1983 г.) [18]
- Президент, Американска асоциация за напредък на науката (1983)
- Катедра „Хенри Норис Ръсел“ (1984)
- Медал на Асоциацията на международната международна декларация за Ница (ADION) (1987)
- Световната награда за наука „Алберт Айнщайн“ (1988)[19]
- Знак с Залата на славата на Калифорния в женския музей (2003)[13]
- Златен медал на Кралското астрономическо общество, с Джефри Бърбидж (2005)

Наименувани на нея
- Астероидът 5490 Бърбидж[7]
- Награда „Маргарет Бърбидж“ на Американското физическо общество[20]